# 마쓰야마성 (오카야마현)

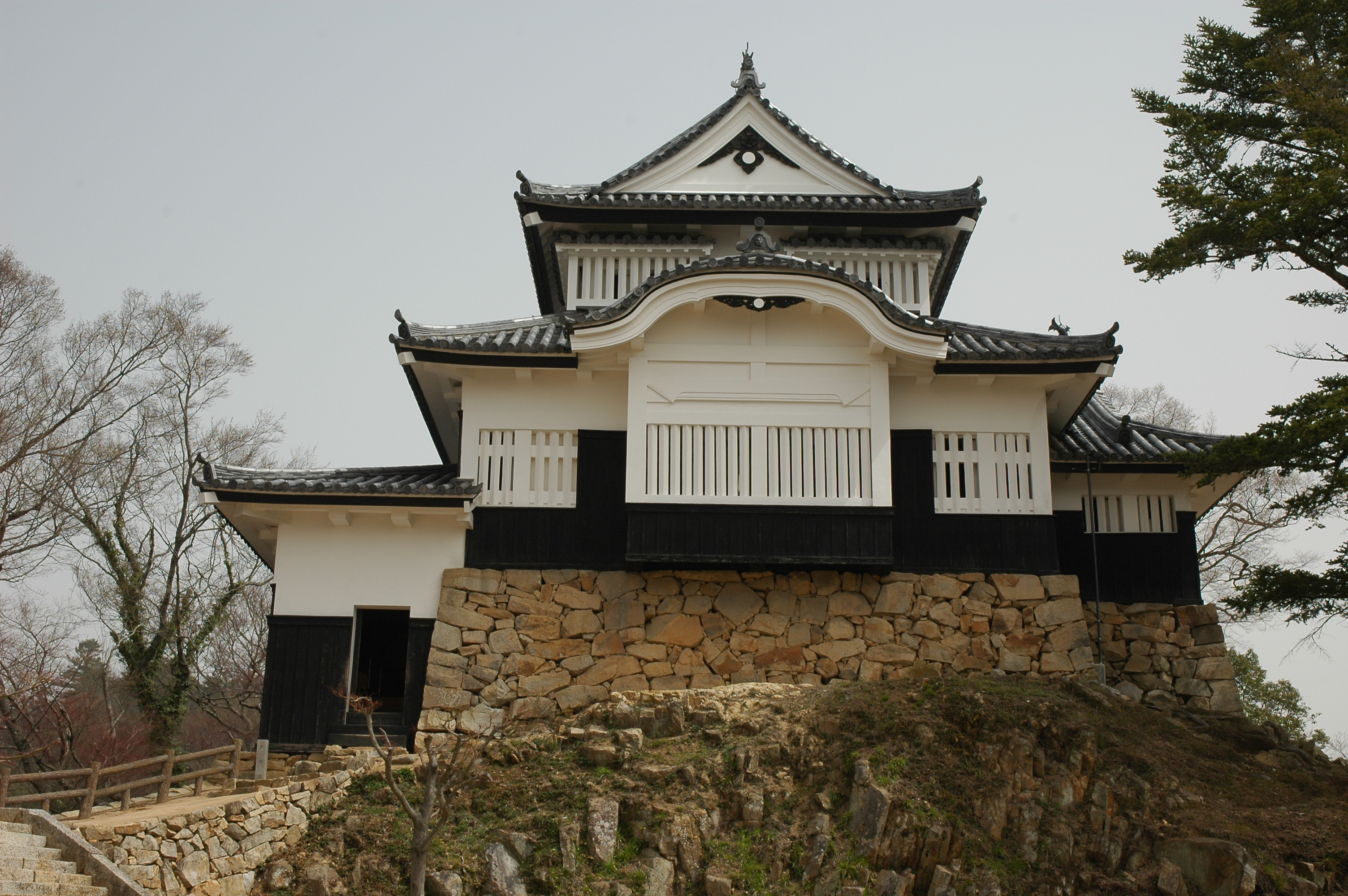
마쓰야마성 천수각 정경

마쓰야마성(일본어: 松山城 마쓰야마조[*])은 일본 오카야마현 다카하시시에 있는 산성이다. 국가 지정 사적에 등록되어 있고, 일본 100대 명성 중 하나이다. 다른 이름은 다카하시성(高梁城)이다.

## 개요

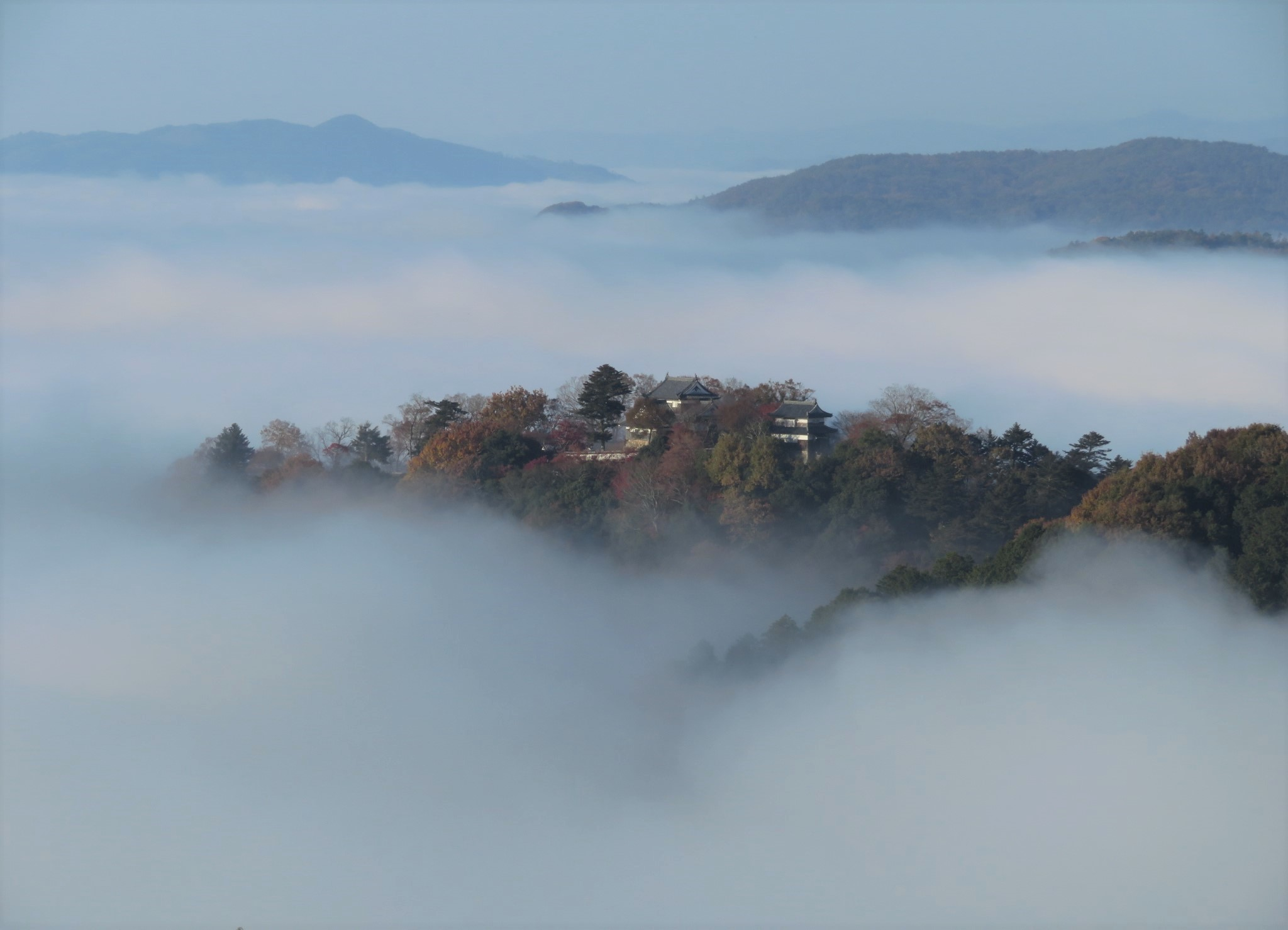
운해와 마쓰야마성

성의 형식은 산성이다. 성이 있는 가규 산은 4개의 봉우리(고마쓰야마 산, 오마쓰야마 산, 덴진노마루, 마에야마 산)으로 되어있다. 고마쓰야마 산에는 혼마루, 니노마루, 산노마루가 계단식으로 배치되어 있고, 오마쓰야마 산, 덴진노마루, 마에야마 산에도 구조물이 남아있다.
에도 시대의 빗추 다카야마 번일 때는 산성에 거주하는 것이 불편하기 때문에 산기슭에 고네고야라는 어전을 조성해, 그곳에서 번의 정부를 보아 왔다. (현재 다카하시 고등학교)
현재는 성곽이 국가 사적으로 지정되어, 현존하는 천수, 니주 망루, 토담의 일부가 국가 중요문화재로 지정되었다. 또, 석축, 훗코 망루, 문, 토담이 존재한다. 건물은 현존하는 성곽중 가장 높은 곳에 위치해 있다.(표고 430m), 일본 3대 산성 중 하나이다.
별명은 다카하시성, 에히메현의 마쓰야마성과 혼동을 피하기 위해 일반적으로 빗추 마쓰야마성이라고 부른다.

## 연혁

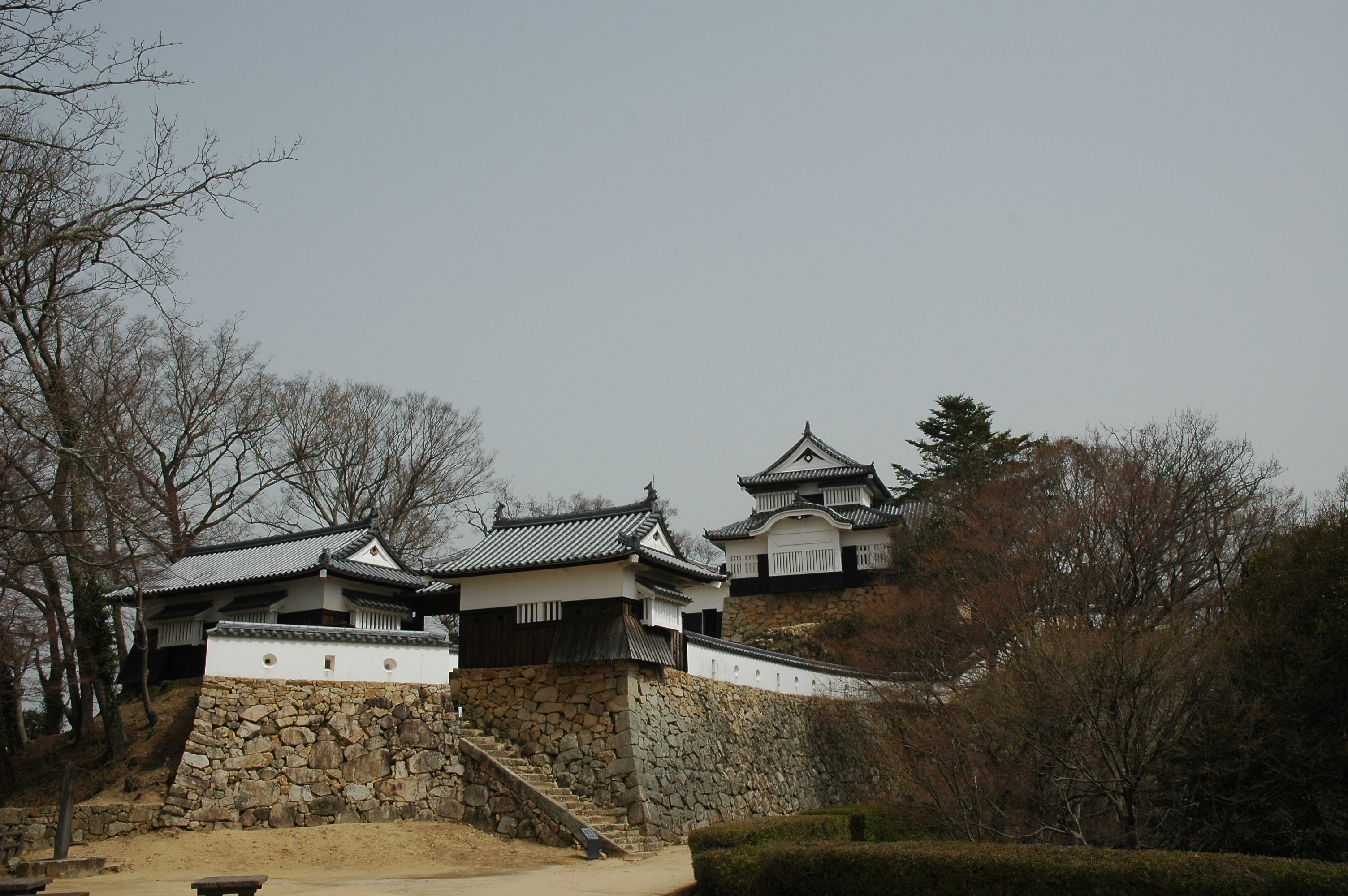
마쓰야마성 전체 모습

### 가마쿠라 시대,아즈치모모야마 시대
- 닌지 원년(1240년) 빗추 우칸코(현 오카야마현 다카하시시)에 지토로 되어 아키바 시게노부가 오마쓰야마 산에 처음 성을 쌓는다.
- 겐코년간(1331년경) 다카하시 무네야스가 고마쓰야마 산까지 성에 확장한다.
- 성주는 시대에 따라 우에노 가문, 쇼 가문, 미무라 가문으로 변천한다.
- 센고쿠 시대, 미무라 모토치카 때에는 오마쓰야마 산, 고마쓰야마 산을 범위를 한 성 요새화한다. (현재에도 석축등 일부가 현존한다.)
- 덴쇼 3년(1575년) 빗추 병란 때에, 모토치카는 모리씨를 배신하고 오다 노부나가로 자리를 옮긴다. 그래서, 고바야카와 다카카게의 공격을 받고 함락, 모토치카는 자결한다.
- 빗추 병란 후, 모리씨가 영유한다.

### 에도 시대
- 게이초 4년(1600년) 세키가하라 전투에서 모리씨가 서군에 이였기 때문에, 도쿠가와 막부는 성번을 두어 고보리 마사카즈에게 하사했다. 이 즈음, 산기슭에 고네고야(御根小屋)라는 어전을 축조한다.
- 겐나 3년(1617년) 이케다 나가요시가 6만 3천 석에 입봉되어 입성한다.
- 간에 18년(1641년) 2대 나가쓰네가 아이없이 죽어 대가 끊기자, 빈고 후쿠야마 번주 미즈노 가쓰나리의 가신이 성번으로 되었다.
- 간에 19년(1642년) 미즈노야 가쓰타카가 5만 석에 입봉되어 입성한다.
- 덴나 원년 ~ 덴나 3년 (1681년 ~ 1683년) 2대 가쓰무네에 의해 천수각이 건조되는 등, 3년에 걸쳐 증축되어 현재의 모습을 띠게 되었다.
- 겐로쿠 6년(1693년) 3대 가쓰미가 아이없이 죽어 대가 끊기자, 아코번주 아사노 나가노리가 성을 맡아, 가노 오이시 요시오가 성번으로 되었다.
- 겐로쿠 8년(1695년) 안도 시게히로가 6만 5천 석에 입봉되어 입성한다.
- 쇼토쿠 원년(1711년) 안도씨가 전봉된후, 이시카와 후사요시가 6만 석에 입봉되어 입성한다.
- 엔큐 원년(1744년) 이시카와씨가 전봉된후, 이타쿠라 가쓰즈미가 5만 석에 입봉되어 메이지 시대까지 8대를 대대로 성주로 되었다.

### 메이지 시대 이후
- 메이지 6년(1873년) 폐성령이 공포되어 고네고야는 철거되었다. 현재 고야 터에는 오카야마 현립 다카하시 고등학교가 있다. 또, 산 위의 건물은 방치되었다.
- 쇼와 초기에 산 위의 건물이 복원되어, 쇼와 16년(1941년) 국보로 지정받았다.
- 쇼와 25년(1950년) 문화재 보호법 재정에 따라 중요문화재로 지정되었다.
- 쇼와 31년(1956년) 11월 7일, 국가 사적으로 지정되었다.
- 쇼와 35년(1960년) 다카하시 시가 관리단체로 되었다.
- 헤세 6년(1994년) 혼마루가 복원 정비되었고, 혼마루 미나미고 문, 히가시고 문, 우데기고 문, 로지 문, 고노히라 망루, 로쿠노히라 망루, 토담등이 복원되었다.

## 문제점

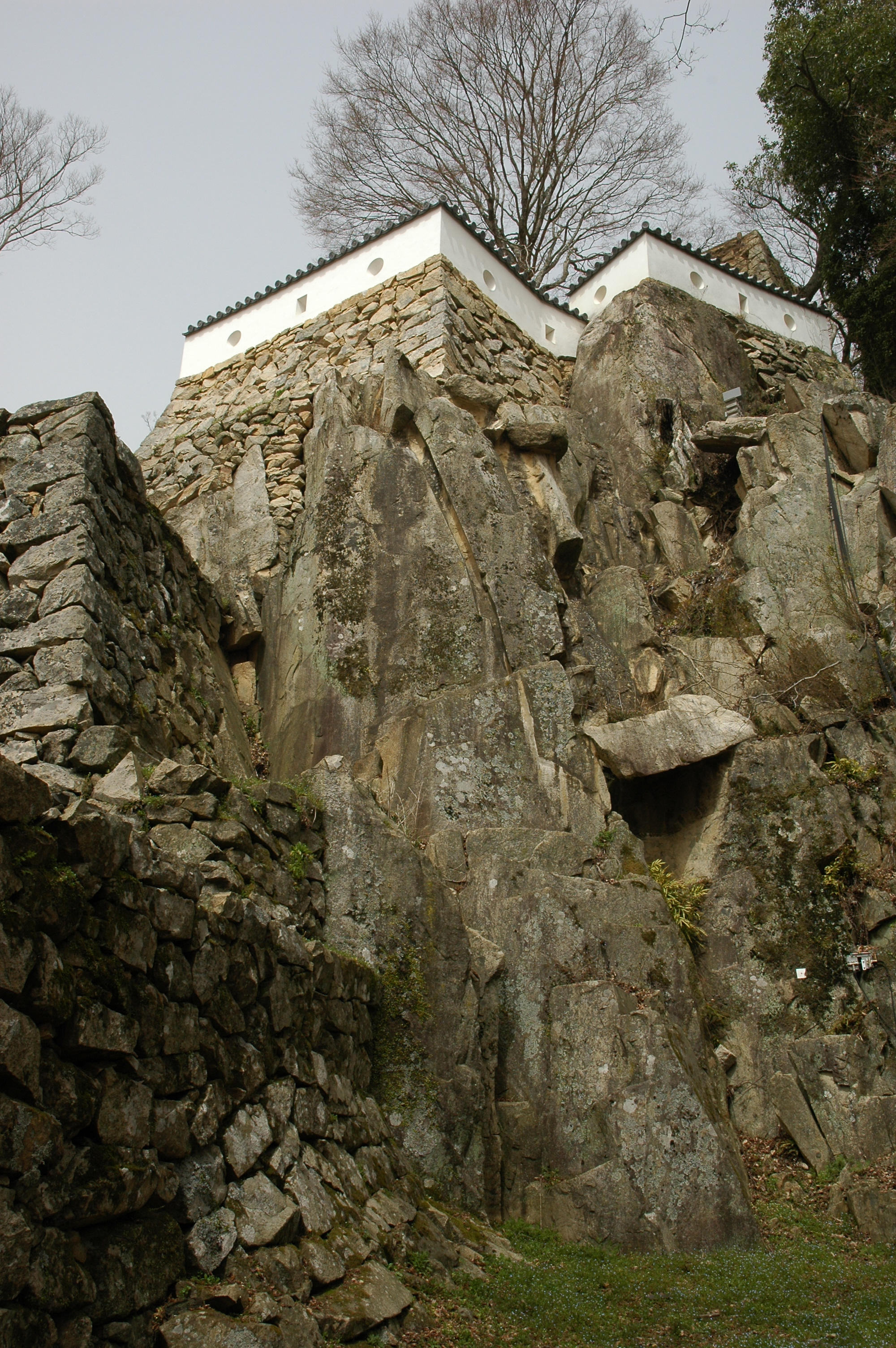
마쓰야마성 석축

### 석축붕괴의 위험성
오테 문터 후방에 거대한 바위 위로 석축을 쌓았다. 그러나, 바위 틈으로 수목이 성장하고 있어 그 틈이 점점 커지고 있다. 더욱이 거대한 바위 위로 쌓은 석축의 각층이 어긋나있어, 장래에 붕괴될 위험이 있다.
이 때문에, 헤세 11년(1999년)부터 다카하시시 교육위원회는 교토 대학 방재 연구소와 함께, 암반 경사면에 불안정 암반 경사감시 시스템을 설치하고 조사, 관측하고 있다.

### 야생 동물 피해
가규 산에는 야생 원숭이가 서식하고 있다. 이 때문에 건물의 벽과 기와의 파손등의 피해가 나고 있는 실정이다. 이것을 방지하기 위해 주요 건물 주위에 고압전선 철책을 둘러 야생동물의 접근을 방지하고 있다. 또, 성으로 오르는 길 주변에 담장을 쳐 야생동물로 인한 농작물 피해를 예방하고 있다.

## 교통
- JR 니시니혼 빗추 다카하시 역에서 차로 10분, 하차 후 도보로 20분
- 오카야마 자동차도로 가요 나들목에서 차로 20분, 하차 후 도보로 20분

## 입장 시간
- 4월 ~ 9월 오전 9시 ~ 오후 5시 30분
- 10월 ~ 3월 오전 9시 ~ 오후 4시 30분
- 쉬는 날 12월 28일 ~ 1월 4일
- 입장료 : 대인 300엔, 청소년 150엔

## 관련 사항
- 일본 3대 산성
  - 다카토리 성
  - 마쓰야마 성
  - 이와무라 성

## 같이 보기
- 마쓰야마번 (빗추국)